# 博尔勒
博尔勒是德国莱茵兰-普法尔茨州的一个市镇。总面积4.54平方公里，总人口71人，其中男性40人，女性31人（2011年12月31日），人口密度16人/平方公里。